# Pedro Egipciaco
Pedro Egipciaco fue un religioso español nacido en Vejer de la Frontera (Cádiz) en 1568 y fallecido en Madrid en 1630.

## Biografía
Hijo de cristianos que le pusieron como nombre Pedro, al que luego él añadió el de Egipciaco. En 1587 pidió al Beato Juan Grande ingresar  en la Orden hospitalaria de Jerez de la Frontera, como uno de sus discípulos. Tuvo dificultades para que lo aceptaran; por su aspecto serio y taciturno; los compañeros se opusieron a su ingreso, por parecerles incapaz de ser hospitalario. Finalmente, el Beato Juan Grande convenció a la comunidad y lo admitieron en la hermandad diciéndoles: “Hermanos, hemos de recibirle”.
Profesó  y fue destinado como cocinero al hospital. El Beato Juan Grande, conociendo su talento, lo nombró enfermero; allí tuvo que sufrir la disminución de los hospitales de Jerez,  Como enfermero  ejerció con gran habilidad las tareas hospitalarias, dando remedio a los enfermos según sus dolencias

## Prior
Primer prior general de la rama española de la orden Hospitalaria de San Juan de Dios. Admitido en ella por el Beato Juan Grande, consiguió que los reyes Felipe II y Margarita de Austria amparasen la pretensión de la orden de volver a los privilegios dados por el papa Sixto V y quitados por Clemente VIII.
Con la protección real, la orden consiguió el propósito del papa Paulo V en 1611, quedando plenamente restaurada.